# Toxorhina (Toxorhina) grahami acutapex
Toxorhina (Toxorhina) grahami acutapex is een ondersoort van de tweevleugelige Toxorhina (Toxorhina) grahami uit de familie steltmuggen (Limoniidae). De ondersoort komt voor in het Afrotropisch gebied.